# マジュロ国際空港
マジュロ国際空港（マジュロこくさいくうこう、英: Majuro International Airport）、通称アマタ・カブア国際空港（英: Amata Kabua International Airport）は、マーシャル諸島の首都マジュロにある国際空港である。

## 歴史
第二次世界大戦中の1942年に日本軍によって、マジュロ環礁南東部のデラップ島に建設された。大戦終結後アメリカ軍に引き渡され、1970年代前半まで国際空港として使われたが、サンゴ礁を固めただけの滑走路は機材の大型化に対応できず、新空港がマジュロ環礁西側に完成し、旧空港は閉鎖された。
2020年、新型コロナウイルス感染症の世界的流行を受けて、政府は渡航制限を措置。一時的にマーシャル航空によるクワジェリン－マジュロ間の空路移動以外の運行は不許可となった。
現在はマジュロの首都空港として2,400メートル級の滑走路を持ち、国内、国際線が多く乗り入れており、ボーイング737やボーイング767級の大型機の発着が可能である。

## 就航路線

### 国際線
| 航空会社           | 目的地                                                           |
| ------------------ | ---------------------------------------------------------------- |
| マーシャル諸島航空 | タラワ                                                           |
| ユナイテッド航空   | グアム、チューク、ポンペイ、コスラエ、ホノルル                   |
| ナウル航空         | ナウル（タラワ経由）、タラワ、コスラエ、ポンペイ（コスラエ経由） |
| 日本航空           | 東京/成田（不定期チャーター便のみ）                              |

### 国内線
| 航空会社           | 目的地 |
| ------------------ | --- |
| マーシャル諸島航空 | アイロック、オール、エボン、エネジット、ジャルート、ジェイ、カベン、キリ、クワジェリン、マジキン、マロエラップ、メジット、ミリ、ナモリック、ウチリック、ウォッジェ |
| ユナイテッド航空   | クワジェリン（ただし基地関係者以外の降機は不可） |